# Aérobic artistique
L'aérobic artistique développée d'abord par la FFFIT (Fédération Française de Fitness) en 1991, puis reprise par la FISAF (Fédération Internationales des sports d'Aérobic et de Fitness) consiste à effectuer des exercices d’aérobic en démontrant sa technique et ses qualités artistiques.

## Origine
Ce sport a été développé aux États-Unis par le Dr. Kenneth H. Cooper et illustrée dans “l’aerobic” en 1968.
Tout d’abord destinée aux aviateurs, elle devint progressivement accessible au grand public.
Depuis 1995, des Championnats du monde sont organisés.

## La compétition
Chaque concurrent, couple ou équipe participe individuellement. Les passages, appelés routines, ne doivent pas excéder 1 minute 45 secondes, avec cependant une marge de plus ou moins 5 secondes. Le concurrent, le couple ou l’équipe ayant obtenu la meilleure place lors de l’épreuve finale est déclaré vainqueur. Quatre catégories donnent lieu à quatre épreuves différentes :
- hommes ;
- femmes ;
- couples mixtes ;
- équipes (trois concurrents).

La compétition est dirigée par un chef juge, 4 juges à l’exécution, 4 juges artistiques, 2 juge à la difficulté, 2 juges de ligne.

### L'aire de jeu
La piste est une surface carrée en bois de 7 m de côté pour les solos et 10 m de côté pour les catégories de synchronisation (Trios, groupes) , qui inclut la ligne de délimitation de 5 cm à 10 cm de large.10

### Les acteurs
Les concurrents doivent porter une tenue de fitness propre et seyante, les femmes sont tenues de porter des collants de couleur chair. Des chaussures d’aérobic (Blanches) bien lacées sont obligatoires. Les huiles de corps sont interdites.
La tenue intervient dans l’avis esthétique et artistique. Elle doit donc être originale et de bon goût.

### Déroulement de la compétition

#### Principe
Chaque programme ou routine, d’une durée de 1 minute 45, doit inclure la répétition, quatre fois de suite, dans le même rythme, de trois figures imposées (levers de jambes en hauteur, pompes ainsi que saut écart) associées à d’autres mouvements d’aérobic obligatoires ou autorisés.

#### Règles générales
L’ordre de passage est tiré au sort.
Chaque concurrent ou chaque équipe apporte une cassette contenant sa musique d’accompagnement.
Les programmes proposés doivent être uniquement composés de mouvements d’aérobic, tout autre forme d’expression étant pénalisée (acrobatie, etc.). En couple, les deux athlètes doivent présenter un exercice synchrone.

#### La compétition
Un premier passage d’échauffement (prejudging) est obligatoire pour tous les concurrents et juges, qui y évaluent la conformité des routines, sans pour cela devoir donner des notes aux participants.
Si plus de 20 concurrents sont inscrits, une phase éliminatoire est disputée. Elle sélectionne les 10 meilleurs pour la demi-finale, puis les 5 premiers de la demi-finale participent à la finale. Si moins de 20 concurrents sont inscrits, la demi-finale est disputée directement, les 5 meilleurs étant sélectionnés pour la finale.

#### Les routines
Elle comprend des figures imposées et des mouvements obligatoires. Si un concurrent n’en respecte pas les exigences, son score peut être diminué jusqu’à 1 point.
Chaque concurrent doit y exécuter un mouvement parmi chacun des groupes suivants de mouvements obligatoires : pompes, force statique, aérien et écarts.

##### Figures imposées
Chacun des concurrents doit avoir inclus dans son programme quatre répétitions consécutives, identiques, de chacune des trois catégories d’imposés suivants, le mouvement devant être exécuté avec le même rythme, la même vitesse et les mêmes groupes musculaires.
Sauts écarts pieds joints - "jumping jacks"
Ils impliquent le bas du corps. Les talons doivent être en appui au sol et les genoux légèrement fléchis, les pieds serrés au départ, les épaules doivent rester basses. Le concurrent doit être face aux juges.
Levers de jambes en hauteur - "high kicks"
Ils impliquent également le bas du corps. Il faut alterner des montées de la jambe droite et de la jambe gauche en position debout sans marquer de pause, ni montrer aucune volonté de déplacement (statique). Le talon de la jambe de support, qui doit être suffisamment tendue, doit rester au sol. La jambe lancée doit également être parfaitement tendue. Le concurrent doit être de profil par rapport aux juges.
Pompes - "Push Ups"
Ils impliquent essentiellement les bras et les épaules. La poitrine doit s’abaisser à 10 cm du sol. L’athlète peut utiliser les deux mains et les deux pieds, une main et un pied, mais pas uniquement un bras. La colonne vertébrale doit être tenue droite surtout au niveau de la tête et des épaules. Un ou les deux pieds doivent rester tout le temps en contact avec le sol. Le concurrent doit être de profil par rapport aux juges.

##### Mouvements interdits
Certains mouvements doivent être évités en raison du stress fréquent qu’ils occasionnent, comme par exemple :
Relevé de buste jambes tendues (reins) - Relevé simultané des jambes (reins) - Squats en course maximale, flexion des genoux à plus de 90 degrés, grands oiseaux (genou) - La charrue : dos au sol avec bascule des jambes vers l’arrière (colonne vertébrale) - Hyper-extension du cou ou du dos et flexions de la colonne vertébrale (dos) - Cercles rapides avec la tête - Relevés latéraux des jambes en position à quatre pattes - Mouvements d’abdominaux jugés trop dangereux (ciseaux, pédalage, etc.).
D’autres sont interdits : les sauts de mains, roulades, acrobaties, pirouettes de plus de deux tours, flips, roues, appuis sur les mains de plus de 45 degrés, porters en cours de programme, tour sur un ou deux genoux, flexion-extension complète sur une jambe, roulade piquée, pont sur les mains, les épaules ou la tête, etc.

#### Notation
Le jury doit porter une attention spéciale aux notions de sécurité, de force, de souplesse, de synchronisation, de chorégraphie, de précision. Chacun des juges utilise un barème spécifique à sa spécialité pour établir une note entre zéro et dix lors de chaque passage.
Trois juges techniques notent l’habileté des concurrents, ainsi que la difficulté. Trois juges artistiques notent la qualité des concurrents, ainsi que la recherche artistique. Un juge d'aérobic note la spécificité du sport aérobique de la routine.
Critères techniques
- La force
Est jugée principalement lors des pompes et au relevé de buste. Il faudra évaluer la force du haut et du bas du corps ainsi que l’harmonie de force entre les équipiers. Soit : degré de difficulté, variété, équilibre, levier, force explosive et résistance.
- La souplesse
Est jugée principalement lors des levers de jambe en hauteur. Soit : degré de la difficulté, variété, équilibre, qualité de l’amplitude du mouvement, souplesse statique et aussi souplesse dynamique.
- L’exécution des exercices
Est jugée selon la condition physique et la maîtrise technique durant l’intégralité du programme, du respect de la sécurité globale des exercices lors d’hyperextension, d’hyperflexion, et de porters, de la synchronisation dans les épreuves de couples ou d’équipe (style, force, souplesse, énergie d’ensemble). Soit : contrôle, alignement, posture, facilité et qualité de mouvement, précision, finition, vitesse, ainsi que les transitions.
- Le choix des exercices
Doit être harmonieux et sans danger. Il convient de proposer une assez grande variété d’exercices qui sollicitent de manière équilibrée les principaux groupes musculaires. Des mouvements supplémentaires (différents des mouvements imposés) peuvent être ajoutés parmi les gestes techniques autorisés : roulades, sauts carpés divers, grands écarts variés, chutes avant, sauts de biche, différents appuis, etc. Mais les mouvements interdits sont pénalisants. La transition d’un exercice à l’autre est importante, aussi bien au niveau des positions que des rythmes.

Critères artistiques
- Chorégraphie
La routine doit se montrer créative, originale, innovatrice, imprévisible, complexe, utiliser tout l’espace, être en harmonie avec la musique, etc.
- Présentation
L’énergie personnelle doit être exprimée, ainsi que l’harmonie générale. La prestation doit être consistante, exaltante, dynamique, énergique, nette, confiante, athlétique, entraînante, etc. L’expression doit être aérobique : vitesse des mouvements, niveau d’intensité du programme, continuité, transitions soignées et rapides, etc.
- Les couples et équipes
Doivent montrer leur interaction : unité, équilibre, utilisation de l’espace, synchronisation, etc.

Critères de difficulté
Comptent le nombre d’éléments de difficulté.
Score
Les notes attribuées par chaque juge, minorées des pénalités de ligne, permettent de déterminer la place de premier, second et troisième.